# Liga EBA 2023-24
La Liga EBA 2023-24 fue la 30.ª edición de la cuarta categoría del baloncesto español. La temporada comenzó el 30 de septiembre de 2023 y acabó el 12 de mayo de 2024 con las eliminatorias de ascenso a Segunda FEB.

## Formato
Los equipos fueron divididos, según su proximidad geográfica, en cinco conferencias, cada una de ellas formada por dos grupos:
- Conferencia A: 2 grupos de 14 equipos (A-A y A-B) de Galicia, Asturias, Cantabria, Castilla y León, Navarra, La Rioja y País Vasco.
- Conferencia B: 2 grupos de 14 equipos (B-A y B-B) de Canarias, Castilla-La Mancha y Comunidad de Madrid.
- Conferencia C: 2 grupos de 14 equipos (C-A y C-B) de Aragón, Cataluña e Islas Baleares.
- Conferencia D: 1 grupo de 13 equipos (D-A) y otro de 14 equipos (D-B) de Andalucía, Extremadura, Ceuta y Melilla.
- Conferencia E: 2 grupos de 13 equipos (E-A y E-B) de la Comunidad Valenciana y Región de Murcia.

La participación en la fase de ascenso se definió como sigue:
| Conferencia | Equipos | 1.º                                             | 2.º                                            | 3.º                                              | 4.º                                            | Fase eliminatoria                     |
| ----------- | ------- | ----------------------------------------------- | ---------------------------------------------- | ------------------------------------------------ | ---------------------------------------------- | ------------------------------------- |
| A           | 3       | Mejor coef. general victorias 1.º A-A / 1.º A-B | Peor coef. general victorias 1.º A-A / 1.º A-B | Vencedor eliminatoria entre los 2.º clasificados |                                                | (A doble partido) - 2.º A-A - 2.º A-B |
| B           | 3       | Mejor coef. general victorias 1.º B-A / 1.º B-B | Peor coef. general victorias 1.º B-A / 1.º B-B | Vencedor eliminatoria entre los 2.º clasificados |                                                | (A doble partido) - 2.º B-A - 2.º B-B |
| C           | 4       | Mejor coef. general victorias 1.º C-A / 1.º C-B | Peor coef. general victorias 1.º C-A / 1.º C-B | Mejor coef. general victorias 2.º C-A / 2.º C-B  | Peor coef. general victorias 2.º C-A / 2.º C-B |                                       |
| D           | 3       | Mejor coef. general victorias 1.º D-A / 1.º D-B | Peor coef. general victorias 1.º D-A / 1.º D-B | Vencedor eliminatoria entre los 2.º clasificados |                                                | (A doble partido) - 2.º D-A - 2.º D-B |
| E           | 3       | Mejor coef. general victorias 1.º E-A / 1.º E-B | Peor coef. general victorias 1.º E-A / 1.º E-B | Vencedor eliminatoria entre los 2.º clasificados |                                                | (A doble partido) - 2.º E-A - 2.º E-B |

Si el coeficiente general de victorias (partidos ganados/partidos perdidos) en la clasificación final fuese el mismo entre dos equipos, se tendrá en cuenta la diferencia de tantos a favor y en contra, en la clasificación final de la liga regular de cada uno de los equipos.

### Fase de ascenso
Los 16 equipos clasificados se distribuyeron en dos grupos y cuatro subgrupos de esta forma:
| Grupo A    | Grupo A    | Grupo B    | Grupo B    |
| Subgrupo 1 | Subgrupo 2 | Subgrupo 3 | Subgrupo 4 |
| ---------- | ---------- | ---------- | ---------- |
| 1E         | 1A         | 1B         | 1C         |
| 2C         | 2B         | 2A         | 1D         |
| 2D         | 3C         | 3D         | 2E         |
| 3A         | 3E         | 4C         | 3B         |

En cada subgrupo jugaron todos contra todos a una sola vuelta (tres jornadas), del día jueves 9 al día sábado 11 de mayo. Ascendieron a Segunda FEB los cuatro campeones de los subgrupos y los dos vencedores de las eliminatorias a jugar el día domingo 12 por la mañana entre los segundos clasificados de los subgrupos.

### Descensos
| Conferencia | Equipos | Definición de los descendidos                             |
| ----------- | ------- | --------------------------------------------------------- |
| A           | 8       | - 4 últimos del subgrupo A-A - 4 últimos del subgrupo A-B |
| B           | 6       | - 3 últimos del subgrupo B-A - 3 últimos del subgrupo B-B |
| C           | 6       | - 3 últimos del subgrupo C-A - 3 últimos del subgrupo C-B |
| D           | 5       | - 2 últimos del subgrupo D-A - 3 últimos del subgrupo D-B |
| E           | 4       | - 2 últimos del subgrupo E-A - 2 últimos del subgrupo E-B |

## Liga regular

### Conferencia A
| Equipo                                       | Ciudad         | Pabellón                                       |
| -------------------------------------------- | -------------- | ---------------------------------------------- |
| Baskonia B                                   | Vitoria        | Polideportivo de Mendizorrotza                 |
| Fundación Bilbao Basket Fundazioa            | Bilbao         | Pabellón de Artxanda                           |
| Getxo Saskibaloi Taldea                      | Guecho         | Polideportivo Fadura                           |
| Mondragon Unibersitatea                      | Mondragón      | Iturripe Kiroldegia                            |
| CB Santurtzi SK                              | Santurce       | Polideportivo Mikel Trueba                     |
| Gipuzkoa Basket Easo                         | San Sebastián  | Angulas Aguinaga Arena                         |
| Redline Mekanika TAKE                        | Tolosa         | Polideportivo de Usabal                        |
| Ulacia ZKE                                   | Zarauz         | Aritzbatalde Kiroldegia                        |
| LBC Cocinas.com                              | Logroño        | Polideportivo Lobete                           |
| Construcciones Gonzalo Crespo Pas-Piélagos   | Renedo         | Pabellón Municipal Fernando Expósito           |
| De Morro Fino Cantbasket04                   | Santander      | Palacio de Deportes de Santander               |
| Xoborg La Antigua CB Tormes                  | Salamanca      | Pabellón Municipal Würzburg                    |
| Hotel 4Postes - Ávila Auténtica - El Bulevar | Ávila          | CU Múltiples Carlos Sastre                     |
| Grupo de Santiago                            | Burgos         | Polideportivo Municipal El Plantío             |
| Cultural y Deportiva Leonesa                 | León           | Palacio de los Deportes de León                |
| Grupo Inmapa Filipenses                      | Palencia       | Pabellón Municipal de los Deportes de Palencia |
| Proomos.es Baloncesto Venta de Baños         | Venta de Baños | Pabellón Municipal de Deportes                 |
| Caja Rural de Zamora                         | Zamora         | Pabellón Municipal Ángel Nieto                 |
| Obradoiro Ames                               | Ames           | Polideportivo Municipal O Milladoiro           |
| Calvo Basket Xiria                           | Carballo       | Pavillón Municipal Vila de Noia                |
| Ucoga Seguros CB Chantada                    | Chantada       | Polideportivo Municipal Chantada               |
| Mundioma Marín Ence Peixegalego              | Marín          | Pabellón Municipal A Raña                      |
| Solgaleo Bosco Salesianos                    | Orense         | Pabellón Municipal Remedios                    |
| Traumacor Culleredo                          | Culleredo      | Pabellón O Burgo                               |
| Estudiantes Lugo Río de Galicia              | Lugo           | Pazo Provincial dos Deportes                   |
| Tartiere Auto Gijón Basket                   | Gijón          | Palacio de Deportes La Guía-Adolfo Suárez      |
| Círculo Gijón Baloncesto                     | Gijón          | Palacio de Deportes La Guía-Adolfo Suárez      |
| Universidad de Oviedo                        | Oviedo         | Polideportivo Universitario Oviedo             |

(  Ascensos/Descensos de la temporada anterior 2022-23)

#### Grupo A-A
| | Equipo                                     | J  | G  | P  | PF   | PC   | DP   | Puntos |
| --- | ------------------------------------------ | -- | -- | -- | ---- | ---- | ---- | ------ |
| 1 | Fundación Bilbao Basket Fundazioa          | 26 | 23 | 3  | 1976 | 1746 | 230  | 49     |
| 2 | LBC Cocinas.com                            | 26 | 23 | 3  | 2096 | 1767 | 329  | 49     |
| 3 | Baskonia B                                 | 26 | 19 | 7  | 2231 | 1914 | 317  | 45     |
| 4 | Getxo Saskibaloi Taldea                    | 26 | 17 | 9  | 2081 | 1897 | 184  | 43     |
| 5 | Construcciones Gonzalo Crespo Pas-Piélagos | 26 | 16 | 10 | 2101 | 2097 | 4    | 42     |
| 6 | Mondragon Unibersitatea                    | 26 | 14 | 12 | 2004 | 2075 | -71  | 40     |
| 7 | De Morro Fino Cantbasket04                 | 26 | 14 | 12 | 2116 | 1990 | 126  | 40     |
| 8 | Ulacia ZKE                                 | 26 | 13 | 13 | 1872 | 1899 | -27  | 39     |
| 9 | Grupo de Santiago                          | 26 | 13 | 13 | 2009 | 1990 | 19   | 39     |
| 10 | Gipuzkoa Basket Easo                       | 26 | 10 | 16 | 1808 | 1836 | -28  | 36     |
| 11 | Redline Mekanika TAKE                      | 26 | 7  | 19 | 1924 | 2014 | -90  | 33     |
| 12 | Grupo Inmapa Filipenses                    | 26 | 7  | 19 | 1871 | 2100 | -229 | 33     |
| 13 | CB Santurtzi SK                            | 26 | 5  | 21 | 1876 | 1988 | -112 | 31     |
| 14 | Proomos.es Baloncesto Venta de Baños       | 26 | 1  | 25 | 1568 | 2220 | -652 | 27     |
| Fuente: Federación Española de Baloncesto: Clasificación de la Liga EBA - Grupo A-A; actualización automática |                                            |    |    |    |      |      |      |        |

#### Grupo A-B
| | Equipo                                       | J  | G  | P  | PF   | PC   | DP   | Puntos |
| --- | -------------------------------------------- | -- | -- | -- | ---- | ---- | ---- | ------ |
| 1 | Cultural y Deportiva Leonesa                 | 26 | 24 | 2  | 2249 | 1755 | 494  | 50     |
| 2 | Xoborg La Antigua CB Tormes                  | 26 | 23 | 3  | 2141 | 1755 | 386  | 49     |
| 3 | Ucoga Seguros CB Chantada                    | 26 | 19 | 7  | 1908 | 1663 | 245  | 45     |
| 4 | Obradoiro Ames                               | 26 | 16 | 10 | 1985 | 1824 | 161  | 42     |
| 5 | Mundioma Marín Ence Peixegalego              | 26 | 16 | 10 | 1966 | 1787 | 179  | 42     |
| 6 | Círculo Gijón Baloncesto                     | 26 | 14 | 12 | 1995 | 1956 | 39   | 40     |
| 7 | Calvo Basket Xiria                           | 26 | 14 | 12 | 2093 | 1998 | 95   | 40     |
| 8 | Traumacor Culleredo                          | 26 | 11 | 15 | 1818 | 1989 | -171 | 37     |
| 9 | Hotel 4Postes - Ávila Auténtica - El Bulevar | 26 | 11 | 15 | 1800 | 1852 | -52  | 37     |
| 10 | Solgaleo Bosco Salesianos                    | 26 | 11 | 15 | 1907 | 1913 | -6   | 37     |
| 11 | Estudiantes Lugo Río de Galicia              | 26 | 10 | 16 | 1864 | 1949 | -85  | 36     |
| 12 | Tartiere Auto Gijón Basket                   | 26 | 6  | 20 | 1853 | 2201 | -348 | 32     |
| 13 | Universidad de Oviedo                        | 26 | 6  | 20 | 1703 | 1963 | -260 | 32     |
| 14 | Caja Rural de Zamora                         | 26 | 1  | 25 | 1710 | 2387 | -677 | 27     |
| Fuente: Federación Española de Baloncesto: Clasificación de la Liga EBA - Grupo A-B; actualización automática |                                              |    |    |    |      |      |      |        |

#### Conferencia A-Eliminatoria
|  | Eliminatoria mejor 2.º                                 |                             |    |    |  |
|  | 20 de abril de 2024 (ida) 27 de abril de 2024 (vuelta) |                             |    |    |  |
|  |                                                        |                             |    |    |  |
|  | 2.º A-A                                                | LBC Cocinas.com             | 75 | 65 |  |
|  | 2.º A-A                                                | LBC Cocinas.com             | 75 | 65 |  |
|  | 2.º A-B                                                | Xoborg La Antigua CB Tormes | 75 | 72 |  |
|  | 2.º A-B                                                | Xoborg La Antigua CB Tormes | 75 | 72 |  |

#### Participantes a la Fase final de la conferencia A
| Bandera de Castilla y León   | Bandera del País Vasco            | Bandera de Castilla y León  |
| Cultural y Deportiva Leonesa | Fundación Bilbao Basket Fundazioa | Xoborg La Antigua CB Tormes |
| Clasificado como 1.º A       | Clasificado como 2.º A            | Clasificado como 3.º A      |
| ---------------------------- | --------------------------------- | --------------------------- |

### Conferencia B
| Equipo                         | Ciudad                      | Pabellón                                    |
| ------------------------------ | --------------------------- | ------------------------------------------- |
| Real Canoe NC                  | Madrid                      | Polideportivo Real Canoe NC                 |
| Real Madrid B                  | Madrid                      | Ciudad Real Madrid                          |
| Movistar Estudiantes B         | Madrid                      | Pabellón Movistar Academy Magariños         |
| Sun Chlorella Dragons          | Madrid                      | Polideportivo Municipal Antonio Díaz-Miguel |
| Zentro Basket Madrid           | Madrid                      | Polideportivo Municipal Antonio Díaz-Miguel |
| Baloncesto Alcalá              | Alcalá de Henares           | Ciudad Deportiva Espartales                 |
| Italtel Alcobendas             | Alcobendas                  | Pabellón Antela Parada                      |
| CB Fuenlabrada B               | Fuenlabrada                 | Pabellón El Arroyo                          |
| Majadahonda                    | Majadahonda                 | Pabellón Rey Felipe VI                      |
| CB Pozuelo                     | Pozuelo de Alarcón          | Pabellón El Torreón                         |
| Uros de Rivas                  | Rivas-Vaciamadrid           | Pabellón Cerro del Telégrafo                |
| Baloncesto Torrelodones        | Torrelodones                | Pabellón Grande Torrelodones                |
| Cesur Distrito Olímpico        | Madrid                      | Polideportivo Municipal San Blas            |
| CB Ciudad de Móstoles          | Móstoles                    | Pabellón los Rosales                        |
| Baloncesto Talavera            | Talavera de la Reina        | Polideportivo Primero de Mayo               |
| Lujisa Guadalajara Basket      | Guadalajara                 | Polideportivo San José                      |
| Autocares Rodríguez Daimiel    | Daimiel                     | Pabellón Municipal de Daimiel               |
| Doña Ramoncita CB La Solana    | La Solana                   | Pabellón Antonio Serrano                    |
| CD Basket Globalcaja Quintanar | Quintanar del Rey           | Pabellón Ángel Lancho                       |
| Tobarra CB                     | Tobarra                     | Pabellón de la Granja                       |
| Bazu Baloncesto Azudense       | Azuqueca de Henares         | Polideportivo La Paz                        |
| Basketas Academy Iniesta       | Iniesta                     | Pabellón Polideportivo Municipal de Iniesta |
| Transportes Gobra Güímar       | Güímar                      | Pabellón Municipal Quique Ruiz              |
| CB La Matanza                  | La Matanza de Acentejo      | Pabellón Municipal La Matanza de Acentejo   |
| CB Aridane                     | Los Llanos de Aridane       | Pabellón Severo Rodríguez                   |
| Náutico Tenerife               | Santa Cruz de Tenerife      | Pabellón Real Club Náutico de Tenerife      |
| CB Valsequillo                 | Valsequillo de Gran Canaria | Pabellón El Mercadillo                      |
| CB Ciudad de Tacoronte         | Tacoronte                   | Pabellón Municipal Tacoronte                |

(  Ascensos/Descensos de la temporada anterior 2022-23)

#### Grupo B-A
| | Equipo                      | J  | G  | P  | PF   | PC   | DP   | Puntos |
| --- | --------------------------- | -- | -- | -- | ---- | ---- | ---- | ------ |
| 1 | Movistar Estudiantes B      | 26 | 22 | 4  | 2076 | 1752 | 324  | 48     |
| 2 | Sun Chlorella Dragons       | 26 | 22 | 4  | 2097 | 1833 | 264  | 48     |
| 3 | Lujisa Guadalajara Basket   | 26 | 20 | 6  | 2137 | 1893 | 244  | 46     |
| 4 | Italtel Alcobendas          | 26 | 19 | 7  | 2036 | 1872 | 164  | 45     |
| 5 | Real Canoe NC               | 26 | 14 | 12 | 1982 | 1989 | -7   | 40     |
| 6 | Transportes Gobra Güímar    | 26 | 14 | 12 | 2047 | 1997 | 50   | 40     |
| 7 | CB La Matanza               | 26 | 13 | 13 | 2016 | 2037 | -21  | 39     |
| 8 | Baloncesto Talavera         | 26 | 11 | 15 | 2073 | 1998 | 75   | 37     |
| 9 | Cesur Distrito Olímpico     | 26 | 9  | 17 | 1810 | 1834 | -24  | 35     |
| 10 | Baloncesto Torrelodones     | 26 | 8  | 18 | 1886 | 2030 | -144 | 34     |
| 11 | CB Ciudad de Tacoronte      | 26 | 8  | 18 | 1821 | 2065 | -244 | 34     |
| 12 | Baloncesto Alcalá           | 26 | 8  | 18 | 1851 | 2015 | -164 | 34     |
| 13 | Bazu Baloncesto Azudense    | 26 | 7  | 19 | 1830 | 2186 | -356 | 33     |
| 14 | Autocares Rodríguez Daimiel | 26 | 7  | 19 | 1777 | 1938 | -161 | 33     |
| Fuente: Federación Española de Baloncesto: Clasificación de la Liga EBA - Grupo B-A; actualización automática |                             |    |    |    |      |      |      |        |

#### Grupo B-B
| | Equipo                         | J  | G  | P  | PF   | PC   | DP   | Puntos |
| --- | ------------------------------ | -- | -- | -- | ---- | ---- | ---- | ------ |
| 1 | Real Madrid B                  | 26 | 24 | 2  | 2132 | 1527 | 605  | 50     |
| 2 | CB Aridane                     | 26 | 23 | 3  | 2222 | 1845 | 377  | 49     |
| 3 | Uros de Rivas                  | 26 | 20 | 6  | 2071 | 1746 | 325  | 46     |
| 4 | Náutico Tenerife               | 26 | 18 | 8  | 2041 | 1860 | 181  | 44     |
| 5 | Basketas Academy Iniesta       | 26 | 17 | 9  | 2162 | 2109 | 53   | 43     |
| 6 | CB Ciudad de Móstoles          | 26 | 14 | 12 | 1988 | 2034 | -46  | 40     |
| 7 | Tobarra CB                     | 26 | 13 | 13 | 1991 | 1956 | 35   | 39     |
| 8 | Zentro Basket Madrid           | 26 | 13 | 13 | 2073 | 2046 | 27   | 39     |
| 9 | CD Basket Globalcaja Quintanar | 26 | 9  | 17 | 1785 | 1919 | -134 | 35     |
| 10 | CB Valsequillo                 | 26 | 9  | 17 | 1896 | 2121 | -225 | 35     |
| 11 | Majadahonda                    | 26 | 8  | 18 | 1817 | 1993 | -176 | 34     |
| 12 | CB Pozuelo                     | 26 | 7  | 19 | 1737 | 1960 | -223 | 33     |
| 13 | Doña Ramoncita CB La Solana    | 26 | 6  | 20 | 1958 | 2181 | -223 | 32     |
| 14 | CB Fuenlabrada B               | 26 | 1  | 25 | 1767 | 2343 | -576 | 27     |
| Fuente: Federación Española de Baloncesto: Clasificación de la Liga EBA - Grupo B-B; actualización automática |                                |    |    |    |      |      |      |        |

#### Conferencia B-Eliminatoria
|  | Eliminatoria mejor 2.º                                 |                       |    |    |  |
|  | 20 de abril de 2024 (ida) 27 de abril de 2024 (vuelta) |                       |    |    |  |
|  |                                                        |                       |    |    |  |
|  | 2.º B-A                                                | Sun Chlorella Dragons | 63 | 67 |  |
|  | 2.º B-A                                                | Sun Chlorella Dragons | 63 | 67 |  |
|  | 2.º B-B                                                | Uros de Rivas         | 82 | 82 |  |
|  | 2.º B-B                                                | Uros de Rivas         | 82 | 82 |  |

#### Participantes a la Fase final de la conferencia B
| Bandera de Canarias    | Bandera de la Comunidad de Madrid | Bandera de la Comunidad de Madrid |
| CB Aridane             | Movistar Estudiantes B            | Uros de Rivas                     |
| Clasificado como 1.º B | Clasificado como 2.º B            | Clasificado como 3.º B            |
| ---------------------- | --------------------------------- | --------------------------------- |

### Conferencia C
| Equipo                               | Ciudad                | Pabellón                                         |
| ------------------------------------ | --------------------- | ------------------------------------------------ |
| DM Group Mollet                      | Mollet del Vallès     | Pabellón Municipal Plana Lledó                   |
| CB Cornellà                          | Cornellà de Llobregat | Parc Esportiu Llobregat                          |
| SE Santa Eulàlia                     | Barcelona             | Poliesportiu Virrei Amat                         |
| Barça B                              | Barcelona             | Ciutat Esportiva Joan Gamper                     |
| Goikid CB Roser                      | Barcelona             | Centre Esportiu Municipal Estació del Nord       |
| Joventut Badalona B                  | Badalona              | Palau Municipal d'Esports de Badalona            |
| Tibu-Ron Castelldefels               | Castelldefels         | Pabellón Can Vinader                             |
| CB Granollers - Pisos.com            | Granollers            | Pabellón CB Granollers                           |
| Monbus - CB Igualada                 | Igualada              | Pavelló Municipal de les Comes                   |
| CB Martorell                         | Martorell             | Pavelló Esportiu Municipal                       |
| Mataró Parc Boet                     | Mataró                | Poliesportiu Municipal Eusebi Millán             |
| CB Navàs Viscola                     | Navás                 | Pavelló Municipal d'Esports                      |
| CB Vic - Universitat de Vic          | Vic                   | Pabellón Municipal Castell d'en Planes           |
| Sol Gironès Bisbal Bàsquet           | La Bisbal d'Empordà   | Pavelló Municipal d'Esports                      |
| CB Quart Grues Cruz                  | Quart                 | Pavelló Municipal de Quart                       |
| CB Valls Optiques Teixidó            | Valls                 | Pabellón Joana Ballart                           |
| SD Espanyol                          | Barcelona             | Poliesportiu Jesús María Sant Gervasi            |
| Tecnocasa CB Salt                    | Salt                  | Pavelló Municipal d'Esports de Salt              |
| UE Mongat                            | Mongat                | Poliesportiu Municipal Silvia Domínguez          |
| Cochesinternet.net CB Alpicat        | Alpicat               | Pavelló Antoni Roure d'Alpicat                   |
| Azulejos Moncayo CBZ                 | Zaragoza              | Pabellón CDM Mudéjar                             |
| Alfindén CB                          | La Puebla de Alfindén | Polideportivo Municipal de la Puebla de Alfindén |
| Anagán - El Olivar                   | Zaragoza              | Pabellón Polideportivo Estadio Miralbueno Olivar |
| CB Cuarte de Huerva                  | Cuarte de Huerva      | Polideportivo Municipal Cuarte de Huerva         |
| Pavimentos Utebo - Rodeni CB Octavus | Utebo                 | Palacio Deportes Utebo                           |
| Sa Tintina CB Es Castell             | Es Castell            | Pavelló Esportiu Municipal Sergio Llull          |
| Golf de Andratx-Edbaser CB Andratx   | Andrach               | Palau Municipal d'Esports                        |
| Fibwi Bàsquet Ciutat d'Inca          | Inca                  | Palau Municipal d'Esports d'Inca                 |

(  Ascensos/Descensos de la temporada anterior 2022-23)

#### Grupo C-A
| | Equipo                               | J  | G  | P  | PF   | PC   | DP   | Puntos |
| --- | ------------------------------------ | -- | -- | -- | ---- | ---- | ---- | ------ |
| 1 | Sol Gironès Bisbal Bàsquet           | 26 | 23 | 3  | 2097 | 1869 | 228  | 49     |
| 2 | DM Group Mollet                      | 26 | 22 | 4  | 2063 | 1689 | 374  | 48     |
| 3 | CB Valls Optiques Teixidó            | 26 | 17 | 9  | 2031 | 1906 | 125  | 43     |
| 4 | Monbus - CB Igualada                 | 26 | 16 | 10 | 1892 | 1818 | 74   | 42     |
| 5 | CB Cuarte de Huerva                  | 26 | 15 | 11 | 1987 | 1970 | 17   | 41     |
| 6 | SE Santa Eulàlia                     | 26 | 14 | 12 | 1891 | 1950 | -59  | 40     |
| 7 | SD Espanyol                          | 26 | 13 | 13 | 1877 | 1829 | 48   | 39     |
| 8 | Golf de Andratx-Edbaser CB Andratx   | 26 | 13 | 13 | 1903 | 1927 | -24  | 39     |
| 9 | Joventut Badalona B                  | 26 | 13 | 13 | 1906 | 1865 | 41   | 39     |
| 10 | Azulejos Moncayo CBZ                 | 26 | 12 | 14 | 2080 | 2108 | -28  | 38     |
| 11 | Tecnocasa CB Salt                    | 26 | 11 | 15 | 2091 | 2077 | 14   | 37     |
| 12 | CB Quart Grues Cruz                  | 26 | 5  | 21 | 1802 | 2040 | -238 | 31     |
| 13 | Pavimentos Utebo - Rodeni CB Octavus | 26 | 4  | 22 | 1787 | 2087 | -300 | 30     |
| 14 | CB Martorell                         | 26 | 4  | 22 | 1842 | 2114 | -272 | 30     |
| Fuente: Federación Española de Baloncesto: Clasificación de la Liga EBA - Grupo C-A; actualización automática |                                      |    |    |    |      |      |      |        |

#### Grupo C-B
| | Equipo                        | J  | G  | P  | PF   | PC   | DP   | Puntos |
| --- | ----------------------------- | -- | -- | -- | ---- | ---- | ---- | ------ |
| 1 | Barça B                       | 26 | 22 | 4  | 2067 | 1801 | 266  | 48     |
| 2 | Mataró Parc Boet              | 26 | 19 | 7  | 2065 | 1959 | 106  | 45     |
| 3 | Anagán - El Olivar            | 26 | 17 | 9  | 1949 | 1735 | 214  | 43     |
| 4 | Tibu-Ron Castelldefels        | 26 | 17 | 9  | 2048 | 1937 | 111  | 43     |
| 5 | Sa Tintina CB Es Castell      | 26 | 15 | 11 | 1901 | 1735 | 166  | 41     |
| 6 | CB Vic - Universitat de Vic   | 26 | 14 | 12 | 1953 | 1829 | 124  | 40     |
| 7 | CB Navàs Viscola              | 26 | 14 | 12 | 1947 | 1839 | 108  | 40     |
| 8 | Alfindén CB                   | 26 | 13 | 13 | 1830 | 2000 | -170 | 39     |
| 9 | Fibwi Bàsquet Ciutat d'Inca   | 26 | 10 | 16 | 1820 | 1975 | -155 | 36     |
| 10 | Goikid CB Roser               | 26 | 9  | 17 | 1754 | 1887 | -133 | 35     |
| 11 | CB Granollers-Pisos.com       | 26 | 9  | 17 | 1848 | 1972 | -124 | 35     |
| 12 | Cochesinternet.net CB Alpicat | 26 | 8  | 18 | 1804 | 1968 | -164 | 34     |
| 13 | CB Cornellà                   | 26 | 8  | 18 | 1831 | 2026 | -195 | 34     |
| 14 | UE Mongat                     | 26 | 7  | 19 | 1829 | 1983 | -154 | 33     |
| Fuente: Federación Española de Baloncesto: Clasificación de la Liga EBA - Grupo C-B; actualización automática |                               |    |    |    |      |      |      |        |

#### Participantes a la Fase final de la conferencia C
| Bandera de Cataluña        | Bandera de Cataluña    | Bandera de Cataluña    | Bandera de Aragón      |
| Sol Gironès Bisbal Bàsquet | Mataró Parc Boet       | DM Group Mollet        | Anagán - El Olivar     |
| Clasificado como 1.º C     | Clasificado como 2.º C | Clasificado como 3.º C | Clasificado como 4.º C |
| -------------------------- | ---------------------- | ---------------------- | ---------------------- |

### Conferencia D
| Equipo                                          | Ciudad                    | Pabellón                                       |
| ----------------------------------------------- | ------------------------- | ---------------------------------------------- |
| Reental PMD Aljaraque                           | Aljaraque                 | Pabellón Municipal de Deportes de Aljaraque    |
| Tu Súper CB La Zubia                            | La Zubia                  | Pabellón Municipal 11 de Marzo                 |
| Jaén Paraíso Interior CB                        | Jaén                      | Pabellón Municipal La Salobreja                |
| B. Murgi                                        | El Ejido                  | Pabellón Municipal de Deportes El Ejido        |
| UCB Camper Eurogaza                             | Córdoba                   | IDM Valdeolleros                               |
| Real Betis Baloncesto B                         | Sevilla                   | Pabellón Municipal de Pilas                    |
| Eiffage CB Ciudad de Dos Hermanas               | Dos Hermanas              | Polideportivo Los Montecillos                  |
| Unicaja Andalucía B                             | Málaga                    | Pabellón José María Martín Urbano              |
| Colegio El Pinar                                | Alhaurín de la Torre      | Polideportivo Colegio El Pinar                 |
| Benahavís Costa del Sol                         | Benahavís                 | Pabellón Municipal de Benahavís                |
| Hospital Ochoa CB Marbella                      | Marbella                  | Polideportivo Bello Horizonte "Carlos Cabezas" |
| CB Novaschool Rincón de la Victoria             | Rincón de la Victoria     | Pabellón Novaschool Añoreta                    |
| Baublock Gymnástica                             | El Puerto de Santa María  | Pabellón Ramón Velázquez                       |
| Oh!Tels ULB                                     | La Línea de la Concepción | Pabellón Municipal La Línea de la Concepción   |
| CB Cimbis                                       | San Fernando              | Pabellón Municipal El Parque                   |
| Growup Capital San Fernando                     | San Fernando              | Pabellón Municipal El Parque                   |
| Ática Sevilla CB Coria                          | Coria del Río             | Pabellón Municipal CB Coria                    |
| Climanavas Agrometal Peñarroya                  | Peñarroya-Pueblonuevo     | Polideportivo Lourdes Mohedano                 |
| Coto Córdoba CB                                 | Córdoba                   | Instalación Deportiva Menéndez Pidal           |
| Hita Plásticos CBA                              | Armilla                   | Ciudad Deportiva Diputación de Granada         |
| Jaén Paraíso Interior FS                        | Jaén                      | Palacio de Deportes Olivo Arena                |
| Jaén Paraíso Interior - Ska Logistik CB Andújar | Andújar                   | Polideportivo Municipal de Andújar             |
| City of Badajoz Academy                         | Badajoz                   | Pabellón Polideportivo Colegio de Maristas     |
| Lithium Iberia Sagrado Cáceres                  | Cáceres                   | Pabellón Multiusos Ciudad de Cáceres           |
| Hache Publicidad Moraleja                       | Moraleja                  | Pabellón Adolfo Suárez                         |
| Vítaly La Mar BCBadajoz                         | Badajoz                   | Pabellón La Granadilla                         |
| Melilla Ciudad del Deporte Enrique Soler B      | Melilla                   | Pabellón Guillermo García Pezzi                |

(  Ascensos/Descensos de la temporada anterior 2022-23)

#### Grupo D-A
| | Equipo                                          | J  | G  | P  | PF   | PC   | DP   | Puntos |
| --- | ----------------------------------------------- | -- | -- | -- | ---- | ---- | ---- | ------ |
| 1 | Jaén Paraíso Interior FS                        | 24 | 18 | 6  | 2139 | 1818 | 321  | 42     |
| 2 | Jaén Paraíso Interior CB                        | 24 | 17 | 7  | 1936 | 1769 | 167  | 41     |
| 3 | Melilla Ciudad del Deporte Enrique Soler B      | 24 | 15 | 9  | 2003 | 1973 | 30   | 39     |
| 4 | Colegio El Pinar                                | 24 | 14 | 10 | 1833 | 1695 | 138  | 38     |
| 5 | Tu Súper CB La Zubia                            | 24 | 14 | 10 | 1848 | 1818 | 30   | 38     |
| 6 | CB Novaschool Rincón de la Victoria             | 24 | 13 | 11 | 1747 | 1804 | -57  | 37     |
| 7 | Unicaja Andalucía B                             | 24 | 13 | 11 | 1750 | 1808 | -58  | 37     |
| 8 | Hospital Ochoa CB Marbella                      | 24 | 11 | 13 | 1837 | 1808 | 29   | 35     |
| 9 | Hita Plásticos CBA                              | 24 | 9  | 15 | 1724 | 1866 | -142 | 33     |
| 10 | Oh!Tels ULB                                     | 24 | 9  | 15 | 1686 | 1742 | -56  | 33     |
| 11 | Jaén Paraíso Interior - Ska Logistik CB Andújar | 24 | 8  | 16 | 1785 | 1875 | -90  | 32     |
| 12 | Benahavís Costa del Sol                         | 24 | 8  | 16 | 1773 | 1929 | -156 | 32     |
| 13 | B. Murgi                                        | 24 | 7  | 17 | 1783 | 1939 | -156 | 31     |
| Fuente: Federación Española de Baloncesto: Clasificación de la Liga EBA - Grupo D-A; actualización automática |                                                 |    |    |    |      |      |      |        |

#### Grupo D-B
| | Equipo                            | J  | G  | P  | PF   | PC   | DP   | Puntos |
| --- | --------------------------------- | -- | -- | -- | ---- | ---- | ---- | ------ |
| 1 | UCB Camper Eurogaza               | 26 | 21 | 5  | 2133 | 1758 | 375  | 47     |
| 2 | Coto Córdoba CB                   | 26 | 21 | 5  | 2172 | 1771 | 401  | 47     |
| 3 | Vítaly La Mar BCBadajoz           | 26 | 18 | 8  | 2082 | 1862 | 220  | 44     |
| 4 | Reental PMD Aljaraque             | 26 | 18 | 8  | 2181 | 2009 | 172  | 44     |
| 5 | Baublock Gymnástica               | 26 | 16 | 10 | 2168 | 2163 | 5    | 42     |
| 6 | Ática Sevilla CB Coria            | 26 | 15 | 11 | 2002 | 1881 | 121  | 41     |
| 7 | Growup Capital San Fernando       | 26 | 15 | 11 | 2078 | 1893 | 185  | 41     |
| 8 | Lithium Iberia Sagrado Cáceres    | 26 | 12 | 14 | 1966 | 2020 | -54  | 38     |
| 9 | Eiffage CB Ciudad de Dos Hermanas | 26 | 12 | 14 | 1926 | 1957 | -31  | 38     |
| 10 | Climanavas Agrometal Peñarroya    | 26 | 11 | 15 | 1911 | 1894 | 17   | 37     |
| 11 | Hache Publicidad Moraleja         | 26 | 10 | 16 | 1933 | 1968 | -35  | 36     |
| 12 | City of Badajoz Academy           | 26 | 7  | 19 | 1808 | 2097 | -289 | 33     |
| 13 | Real Betis Baloncesto B           | 26 | 5  | 21 | 1871 | 2170 | -299 | 31     |
| 14 | CB Cimbis                         | 26 | 1  | 25 | 1641 | 2429 | -788 | 27     |
| Fuente: Federación Española de Baloncesto: Clasificación de la Liga EBA - Grupo D-B; actualización automática |                                   |    |    |    |      |      |      |        |

#### Conferencia D-Eliminatoria
|  | Eliminatoria mejor 2.º                                 |                          |    |    |  |
|  | 20 de abril de 2024 (ida) 27 de abril de 2024 (vuelta) |                          |    |    |  |
|  |                                                        |                          |    |    |  |
|  | 2.º D-A                                                | Jaén Paraíso Interior CB | 66 | 73 |  |
|  | 2.º D-A                                                | Jaén Paraíso Interior CB | 66 | 73 |  |
|  | 2.º D-B                                                | Coto Córdoba CB          | 70 | 75 |  |
|  | 2.º D-B                                                | Coto Córdoba CB          | 70 | 75 |  |

#### Participantes a la Fase final de la conferencia D
| Bandera de Andalucía   | Bandera de Andalucía     | Bandera de Andalucía   |
| UCB Camper Eurogaza    | Jaén Paraíso Interior FS | Coto Córdoba CB        |
| Clasificado como 1.º D | Clasificado como 2.º D   | Clasificado como 3.º D |
| ---------------------- | ------------------------ | ---------------------- |

### Conferencia E
| Equipo                                  | Ciudad                | Pabellón                                   |
| --------------------------------------- | --------------------- | ------------------------------------------ |
| Lucentum Alicante B                     | Alicante              | Centre de Tecnificació Esportiva d'Alacant |
| Klinik · PM Carolinas                   | Alicante              | Pabellón Florida Babel                     |
| Servigroup Benidorm                     | Benidorm              | Palacio Deportes L'Illa de Benidorm        |
| CBI Elche X Maxiwatt                    | Elche                 | Pabellón Esperanza Lag                     |
| CB Jorge Juan Tártaros Gonzalo Castelló | Novelda               | Pabellón Municipal La Magdalena            |
| Amics Castelló B                        | Castellón de la Plana | Pabellón Municipal Ciutat de Castelló      |
| Mantefont EB Vila-real                  | Villarreal            | Pabellón Bancaixa                          |
| Picken Claret                           | Valencia              | Pabellón Municipal Benimaclet              |
| Valencia BC B                           | Valencia              | Alquería del Basket                        |
| CB Aldaia                               | Aldaya                | Pabellón Municipal Jaume Orti Aldaia       |
| Proinbeni UPB Gandía                    | Gandía                | Pabellón Municipal de Gandía               |
| Giticsa Jovens L'Eliana                 | La Eliana             | Pabellón Municipal La Eliana               |
| Refitel Nadunet Bàsquet Llíria          | Liria                 | Pabellón Pla del Arc                       |
| ESET Ontinet                            | Onteniente            | Pabellón Fernando Rubio                    |
| Topsurface NB Paterna                   | Paterna               | Pabellón Municipal Paterna                 |
| CB Puerto Sagunto                       | Puerto de Sagunto     | Pabellón Municipal José Veral              |
| Club Bàsquet Sueca Vidriola Inmobles    | Sueca                 | Nou Pavelló Oliveretes                     |
| CB Tabernes Blanques - Fernando Gil     | Tabernes Blanques     | Pabellón Municipal Tabernes Blanques       |
| NB Torrent                              | Torrente              | Pabellón Municipal El Vedat                |
| El Pilar - UPV                          | Valencia              | Colegio El Pilar                           |
| Family Cash NB Xàtiva                   | Játiva                | Pabellón Municipal Francisco Ballester     |
| Sercomosa Molina Basket                 | Molina de Segura      | Pabellón Serrerías                         |
| La Salud.Archena                        | Archena               | Pabellón Joaquín López Fontes              |
| UCAM Murcia Juver CB B                  | Murcia                | Palacio de los Deportes de Murcia          |
| AD Infante                              | Murcia                | Pabellón Infante                           |
| CB Estudiantes Cartagena                | Cartagena             | Palacio de Deportes de Cartagena           |

(  Ascensos/Descensos de la temporada anterior 2022-23)

#### Grupo E-A
| | Equipo                               | J  | G  | P  | PF   | PC   | DP   | Puntos |
| --- | ------------------------------------ | -- | -- | -- | ---- | ---- | ---- | ------ |
| 1 | Refitel Nadunet Bàsquet Llíria       | 24 | 23 | 1  | 2035 | 1657 | 378  | 47     |
| 2 | NB Torrent                           | 24 | 17 | 7  | 1820 | 1599 | 221  | 41     |
| 3 | CB Puerto Sagunto                    | 24 | 15 | 9  | 1686 | 1609 | 77   | 39     |
| 4 | Picken Claret                        | 24 | 15 | 9  | 1879 | 1808 | 71   | 39     |
| 5 | Mantefont EB Vila-real               | 24 | 14 | 10 | 1758 | 1736 | 22   | 38     |
| 6 | Giticsa Jovens L'Eliana              | 24 | 14 | 10 | 1681 | 1681 | 0    | 38     |
| 7 | Amics Castelló B                     | 24 | 11 | 13 | 1694 | 1810 | -116 | 35     |
| 8 | Topsurface NB Paterna                | 24 | 10 | 14 | 1704 | 1721 | -17  | 34     |
| 9 | Club Bàsquet Sueca Vidriola Inmobles | 24 | 9  | 15 | 1662 | 1772 | -110 | 33     |
| 10 | Valencia BC B                        | 24 | 9  | 15 | 1802 | 1859 | -57  | 33     |
| 11 | CB Tabernes Blanques - Fernando Gil  | 24 | 8  | 16 | 1706 | 1882 | -176 | 32     |
| 12 | El Pilar - UPV                       | 24 | 7  | 17 | 1838 | 1944 | -106 | 31     |
| 13 | CB Aldaia                            | 24 | 4  | 20 | 1713 | 1900 | -187 | 28     |
| Fuente: Federación Española de Baloncesto: Clasificación de la Liga EBA - Grupo E-A; actualización automática |                                      |    |    |    |      |      |      |        |

#### Grupo E-B
| | Equipo                                  | J  | G  | P  | PF   | PC   | DP   | Puntos |
| --- | --------------------------------------- | -- | -- | -- | ---- | ---- | ---- | ------ |
| 1 | Proinbeni UPB Gandía                    | 24 | 23 | 1  | 2136 | 1552 | 584  | 47     |
| 2 | La Salud.Archena                        | 24 | 22 | 2  | 2114 | 1634 | 480  | 46     |
| 3 | CBI Elche X Maxiwatt                    | 24 | 17 | 7  | 1956 | 1695 | 261  | 41     |
| 4 | Servigroup Benidorm                     | 24 | 16 | 8  | 1903 | 1735 | 168  | 40     |
| 5 | Sercomosa Molina Basket                 | 24 | 14 | 10 | 1808 | 1836 | -28  | 38     |
| 6 | Lucentum Alicante B                     | 24 | 14 | 10 | 1866 | 1806 | 60   | 38     |
| 7 | AD Infante                              | 24 | 11 | 13 | 1831 | 1699 | 132  | 35     |
| 8 | ESET Ontinet                            | 24 | 8  | 16 | 1606 | 1818 | -212 | 32     |
| 9 | Klinik · PM Carolinas                   | 24 | 8  | 16 | 1578 | 1827 | -249 | 32     |
| 10 | UCAM Murcia Juver CB B                  | 24 | 8  | 16 | 1677 | 1872 | -195 | 32     |
| 11 | Family Cash NB Xàtiva                   | 24 | 6  | 18 | 1645 | 1936 | -291 | 30     |
| 12 | CB Jorge Juan Tártaros Gonzalo Castelló | 24 | 5  | 19 | 1556 | 1906 | -350 | 29     |
| 13 | CB Estudiantes Cartagena                | 24 | 2  | 22 | 1497 | 1857 | -360 | 26     |
| Fuente: Federación Española de Baloncesto: Clasificación de la Liga EBA - Grupo E-B; actualización automática |                                         |    |    |    |      |      |      |        |

#### Conferencia E-Eliminatoria
|  | Eliminatoria mejor 2.º                                 |                  |    |    |  |
|  | 20 de abril de 2024 (ida) 27 de abril de 2024 (vuelta) |                  |    |    |  |
|  |                                                        |                  |    |    |  |
|  | 2.º E-A                                                | NB Torrent       | 67 | 63 |  |
|  | 2.º E-A                                                | NB Torrent       | 67 | 63 |  |
|  | 2.º E-B                                                | La Salud.Archena | 80 | 83 |  |
|  | 2.º E-B                                                | La Salud.Archena | 80 | 83 |  |

#### Participantes a la Fase final de la conferencia E
| Bandera de la Comunidad Valenciana | Bandera de la Comunidad Valenciana | Bandera de la Región de Murcia |
| Proinbeni UPB Gandía               | Refitel Nadunet Bàsquet Llíria     | La Salud.Archena               |
| Clasificado como 1.º E             | Clasificado como 2.º E             | Clasificado como 3.º E         |
| ---------------------------------- | ---------------------------------- | ------------------------------ |

## Fase final
Los 16 equipos clasificados fueron divididos en dos grupos (A y B) con dos subgrupos de cuatro equipos cada uno. En cada subgrupo se jugó un formato de todos contra todos a una sola vuelta.
La organización de las Fases Finales de Liga EBA fueron asignadas las sedes en Gandía y Llíria.
El ganador de cada subgrupo ascendió a Segunda FEB. Los cuatro segundos, dos del grupo A y dos del grupo B, jugaron una repesca en cada grupo para definir los otros dos ascensos.

### Grupo A

#### Subgrupo 1
| Pos                                                                                        | Grp | Equipo                      | PJ | G | P | PF  | PC  | +/- | Pts | Ascenso                |
| ------------------------------------------------------------------------------------------ | --- | --------------------------- | -- | - | - | --- | --- | --- | --- | ---------------------- |
| 1.º                                                                                        | 1E  | Proinbeni UPB Gandía        | 3  | 2 | 1 | 229 | 222 | 7   | 5   | Asciende a Segunda FEB |
| 2.º                                                                                        | 2D  | Jaén Paraíso Interior FS    | 3  | 2 | 1 | 242 | 225 | 17  | 5   | Repesca                |
| 3.º                                                                                        | 3A  | Xoborg La Antigua CB Tormes | 3  | 1 | 2 | 220 | 217 | 3   | 4   |                        |
| 4.º                                                                                        | 2C  | Mataró Parc Boet            | 3  | 1 | 2 | 229 | 256 | -27 | 4   |                        |
| Fuente: Federación Española de Baloncesto: Fase Final - Grupo 1A; actualización automática |     |                             |    |   |   |     |     |     |     |                        |

| 9 de mayo de 2024 - 17:00 (UTC +2) Jornada 1 | Xoborg La Antigua CB Tormes                                                     | 82–69                      | Mataró Parc Boet                                                           | Gandía, (Valencia) |  |
|                                              | Parciales: 27-12, 20-21, 18-17, 17-19                                           |                            |                                                                            | |  |
|                                              | Estadísticas H. Salomon 16 K. Felizor 10 A. McCarthy 4 H. Salomón 24 (MVP/Val.) | Reporte Pts Reb Asts Otros | Estadísticas 16 A. Serra 8 I. Martínez 5 B. Álvarez (MVP/Val.) 19 A. Serra | Pabellón: Pabellón Municipal de Gandía Árbitros: Bernabéu Valentín, Gerardo Martínez González, Joaquín Televisión: CanalFEB |  |

| 9 de mayo de 2024 - 19:15 (UTC +2) Jornada 1 | Proinbeni UPB Gandía                                                | 75–74                      | Jaén Paraíso Interior FS                                                                 | Gandía, (Valencia)                                                                                                 |  |
|                                              | Parciales: 22-14, 19-11, 16-22, 18-27                               |                            |                                                                                          | |  |
|                                              | Estadísticas A. Vera 19 J. Gómez 9 J. Gómez 5 A. Vera 18 (MVP/Val.) | Reporte Pts Reb Asts Otros | Estadísticas 19 W. El Otmani 11 J. Molina 4 J. Molina, A. Alemán (MVP/Val.) 18 J. Molina | Pabellón: Pabellón Municipal de Gandía Árbitros: González Zumajo, Ángel González Busto, María Televisión: CanalFEB |  |

| 10 de mayo de 2024 - 17:00 (UTC +2) Jornada 2 | Xoborg La Antigua CB Tormes                                                        | 69–72                      | Jaén Paraíso Interior FS                                                  | Gandía, (Valencia) |  |
|                                               | Parciales: 22-20, 12-15, 14-17, 21-20                                              |                            |                                                                           | |  |
|                                               | Estadísticas H. Salomon 14 K. Fall, M. Hetor 10 H. Salomón 4 K. Fall 15 (MVP/Val.) | Reporte Pts Reb Asts Otros | Estadísticas 19 S. Melero 7 J. Molina 4 A. Alemán (MVP/Val.) 25 S. Melero | Pabellón: Pabellón Municipal de Gandía Árbitros: Expósito Ruf, Juan Antonio Miguel Maluenda, Andrés Televisión: CanalFEB |  |

| 10 de mayo de 2024 - 19:15 (UTC +2) Jornada 2 | Mataró Parc Boet                                                         | 79–78                      | Proinbeni UPB Gandía                                                      | Gandía, (Valencia)                                                                                                |  |
|                                               | Parciales: 25-19, 14-12, 19-17, 21-30                                    |                            |                                                                           | |  |
|                                               | Estadísticas B. Álvarez 17 A. Ruiz 5 P. Bassas 3 P. Bassas 19 (MVP/Val.) | Reporte Pts Reb Asts Otros | Estadísticas 17 J. Soler 8 V. Okekuoyen 5 J. Soler (MVP/Val.) 22 J. Soler | Pabellón: Pabellón Municipal de Gandía Árbitros: Montiel Molina, Eduard Muñoz Herrera, María Televisión: CanalFEB |  |

| 11 de mayo de 2024 - 17:00 (UTC +2) Jornada 3 | Jaén Paraíso Interior FS                                                      | 96–81                      | Mataró Parc Boet                                                              | Gandía, (Valencia)                                                                                              |  |
|                                               | Parciales: 20-18, 27-21, 26-28, 23-14                                         |                            |                                                                               | |  |
|                                               | Estadísticas W. El Otmani 19 J. Molina 10 J. Molina 4 J. Molina 25 (MVP/Val.) | Reporte Pts Reb Asts Otros | Estadísticas 22 A. Sánchez 7 I. Martínez 4 P. Bassas (MVP/Val.) 18 A. Sánchez | Pabellón: Pabellón Municipal de Gandía Árbitros: Miño Castro, Manuel Pérez Hernández, Saúl Televisión: CanalFEB |  |

| 11 de mayo de 2024 - 19:15 (UTC +2) Jornada 3 | Proinbeni UPB Gandía                                                                       | 76–69                      | Xoborg La Antigua CB Tormes                                                                            | Gandía, (Valencia) |  |
|                                               | Parciales: 14-16, 16-25, 28-10, 18-18                                                      |                            | | |  |
|                                               | Estadísticas A. Vera 23 A. Vera 6 J. Merencio, J. Crespo, J. Soler 2 A. Vera 26 (MVP/Val.) | Reporte Pts Reb Asts Otros | Estadísticas 18 H. Salomón 8 A. Akinwole 2 A. Akinwole, A. McCarthy (MVP/Val.) 19 H. Salomón, M. Hetor | Pabellón: Pabellón Municipal de Gandía Árbitros: Rodríguez Francisco, Aldo Jesús Castillo Morales, Antonio Miguel Televisión: CanalFEB |  |

#### Subgrupo 2
| Pos                                                                                        | Grp | Equipo                       | PJ | G | P | PF  | PC  | +/- | Pts | Ascenso                |
| ------------------------------------------------------------------------------------------ | --- | ---------------------------- | -- | - | - | --- | --- | --- | --- | ---------------------- |
| 1.º                                                                                        | 3E  | La Salud.Archena             | 3  | 2 | 1 | 229 | 214 | 15  | 5   | Asciende a Segunda FEB |
| 2.º                                                                                        | 1A  | Cultural y Deportiva Leonesa | 3  | 2 | 1 | 264 | 249 | 15  | 5   | Repesca                |
| 3.º                                                                                        | 2B  | CB Aridane                   | 3  | 1 | 2 | 224 | 244 | -20 | 4   |                        |
| 4.º                                                                                        | 3C  | DM Group Mollet              | 3  | 1 | 2 | 210 | 220 | -10 | 4   |                        |
| Fuente: Federación Española de Baloncesto: Fase Final - Grupo 2A; actualización automática |     |                              |    |   |   |     |     |     |     |                        |

| 9 de mayo de 2024 - 11:00 (UTC +2) Jornada 1 | Cultural y Deportiva Leonesa                                                         | 76–89                      | La Salud.Archena                                                                  | Gandía, (Valencia) |  |
|                                              | Parciales: 18-24, 18-23, 16-29, 27-13                                                |                            |                                                                                   | |  |
|                                              | Estadísticas D. Bulto 15 S. Martínez 8 R. Fábrega, D. Bulto 3 D. Bulto 19 (MVP/Val.) | Reporte Pts Reb Asts Otros | Estadísticas 26 P. Nakidjim 8 P. Nakidjim 9 J. Ballesta (MVP/Val.) 32 P. Nakidjim | Pabellón: Pabellón Municipal de Gandía Árbitros: Rodríguez Francisco, Aldo Jesús Muñoz Herrera, María Televisión: CanalFEB |  |

| 9 de mayo de 2024 - 13:15 (UTC +2) Jornada 1 | DM Group Mollet                                                              | 63–73                      | CB Aridane                                                                   | Gandía, (Valencia)                                                                                                |  |
|                                              | Parciales: 22-22, 16-20, 14-14, 11-17                                        |                            |                                                                              | |  |
|                                              | Estadísticas I. Bélver 17 J. Rodríguez 10 A. Valle 5 I. Bélver 13 (MVP/Val.) | Reporte Pts Reb Asts Otros | Estadísticas 21 A. Ramón 20 M. Portález 4 A. Ramón (MVP/Val.) 22 M. Portález | Pabellón: Pabellón Municipal de Gandía Árbitros: Miño Castro, Manuel Miguel Maluenda, Andrés Televisión: CanalFEB |  |

| 10 de mayo de 2024 - 11:00 (UTC +2) Jornada 2 | CB Aridane                                                                      | 88–103                     | Cultural y Deportiva Leonesa                                                | Gandía, (Valencia) |  |
|                                               | Parciales: 25-16, 24-29, 22-27, 17-31                                           |                            |                                                                             | |  |
|                                               | Estadísticas O. Balsells 30 M. Portález 12 A. Ramón 7 O. Balsells 26 (MVP/Val.) | Reporte Pts Reb Asts Otros | Estadísticas 28 F. Copes 12 O. Okafor 6 R. Fábrega (MVP/Val.) 29 R. Fábrega | Pabellón: Pabellón Municipal de Gandía Árbitros: Castillo Morales, Antonio Miguel Bernabéu Valentín, Gerardo Televisión: CanalFEB |  |

| 10 de mayo de 2024 - 13:15 (UTC +2) Jornada 2 | DM Group Mollet                                                                        | 75–62                      | La Salud.Archena                                                                             | Gandía, (Valencia)                                                                                                |  |
|                                               | Parciales: 19-16, 17-20, 17-11, 22-15                                                  |                            |                                                                                              | |  |
|                                               | Estadísticas J. Rodríguez 19 Á. Soto, A. Valle 6 A. Valle 5 J. Rodríguez 21 (MVP/Val.) | Reporte Pts Reb Asts Otros | Estadísticas 20 P. Nakidjim 8 K. Matute, P. Nakidjim 7 J. Ballesta (MVP/Val.) 22 P. Nakidjim | Pabellón: Pabellón Municipal de Gandía Árbitros: Pérez Hernández, Saúl González Busto, María Televisión: CanalFEB |  |

| 11 de mayo de 2024 - 11:00 (UTC +2) Jornada 3 | La Salud.Archena                                                             | 78–63                      | CB Aridane                                                                                  | Gandía, (Valencia)                                                                                                  |  |
|                                               | Parciales: 21-12, 16-18, 15-13, 26-20                                        |                            |                                                                                             | |  |
|                                               | Estadísticas J. Toledo 28 A. Tender 10 J. Ballesta 5 J. Toledo 34 (MVP/Val.) | Reporte Pts Reb Asts Otros | Estadísticas 10 O. Balsells 9 M. Portález 3 O. Balsells, M. Portález (MVP/Val.) 15 S. Gueye | Pabellón: Pabellón Municipal de Gandía Árbitros: Montiel Molina, Eduard González Zumajo, Ángel Televisión: CanalFEB |  |

| 11 de mayo de 2024 - 13:15 (UTC +2) Jornada 3 | Cultural y Deportiva Leonesa                                                                       | 85–72                      | DM Group Mollet                                                                       | Gandía, (Valencia) |  |
|                                               | Parciales: 19-12, 20-14, 22-27, 24-19                                                              |                            |                                                                                       | |  |
|                                               | Estadísticas F. Copes 25 S. Martínez 14 R. Fábrega, D. Bulto, S. Martínez 4 F. Copes 29 (MVP/Val.) | Reporte Pts Reb Asts Otros | Estadísticas 15 W. McDonald 10 J. Rodríguez 4 Á. Soto (MVP/Val.) 14 Á. Soto, A. Valle | Pabellón: Pabellón Municipal de Gandía Árbitros: Expósito Ruf, Juan Antonio Martínez González, Joaquín Televisión: CanalFEB |  |

### Grupo B

#### Subgrupo 3
| Pos                                                                                        | Grp | Equipo                            | PJ | G | P | PF  | PC  | +/- | Pts | Ascenso                |
| ------------------------------------------------------------------------------------------ | --- | --------------------------------- | -- | - | - | --- | --- | --- | --- | ---------------------- |
| 1.º                                                                                        | 3D  | Coto Córdoba CB                   | 3  | 3 | 0 | 211 | 187 | 24  | 6   | Asciende a Segunda FEB |
| 2.º                                                                                        | 2A  | Fundación Bilbao Basket Fundazioa | 3  | 2 | 1 | 198 | 197 | 1   | 5   | Repesca                |
| 3.º                                                                                        | 1B  | Movistar Estudiantes B            | 3  | 1 | 2 | 227 | 219 | 8   | 4   |                        |
| 4.º                                                                                        | 4C  | Anagán - El Olivar                | 3  | 0 | 3 | 181 | 214 | -33 | 3   |                        |
| Fuente: Federación Española de Baloncesto: Fase Final - Grupo 3B; actualización automática |     |                                   |    |   |   |     |     |     |     |                        |

| 9 de mayo de 2024 - 11:00 (UTC +2) Jornada 1 | Anagán - El Olivar                                                                                               | 62–81                      | Movistar Estudiantes B                                                                       | Lliria, (Valencia)                                                                                                 |  |
|                                              | Parciales: 16-12, 24-24, 9-25, 13-20                                                                             |                            |                                                                                              | |  |
|                                              | Estadísticas D. Muñoz, A. Moreno, G. Rodríguez 10 Y. Traoré 12 G. Rodríguez 5 Y. Traoré, F. Minzer 16 (MVP/Val.) | Reporte Pts Reb Asts Otros | Estadísticas 16 L. Giovannetti 9 P. Orenga 6 L. García-Larrache (MVP/Val.) 21 L. Giovannetti | Pabellón: Pabellón Pla del Arc Árbitros: Ruiz Ramírez-Cruzado, Christian Uriarte Garay, Mikel Televisión: CanalFEB |  |

| 9 de mayo de 2024 - 13:15 (UTC +2) Jornada 1 | Coto Córdoba CB                                                                  | 68–51                      | Fundación Bilbao Basket Fundazioa                                                           | Lliria, (Valencia)                                                                                          |  |
|                                              | Parciales: 13-10, 16-16, 20-13, 19-12                                            |                            |                                                                                             | |  |
|                                              | Estadísticas C. Williamson 23 A. Valor 9 G. Orozco 6 C. Williamson 30 (MVP/Val.) | Reporte Pts Reb Asts Otros | Estadísticas 12 U. Barandalla, I. Betolaza 8 E. Ude 4 I. Betolaza (MVP/Val.) 12 I. Betolaza | Pabellón: Pabellón Pla del Arc Árbitros: Valle Iglesias, José M. Pinyol Fuertes, Roger Televisión: CanalFEB |  |

| 10 de mayo de 2024 - 11:00 (UTC +2) Jornada 2 | Movistar Estudiantes B                                                                   | 80–82                      | Coto Córdoba CB                                                                         | Lliria, (Valencia)                                                                                        |  |
|                                               | Parciales: 17-15, 13-19, 15-12, 17-16 (T.E.: 18-20)                                      |                            |                                                                                         | |  |
|                                               | Estadísticas M. García-Plata 18 P. Orenga, J. Pérez 11 A. Pérez 4 J. Pérez 18 (MVP/Val.) | Reporte Pts Reb Asts Otros | Estadísticas 20 D. Ogechi 13 F. Bello 3 M. Amoafo, C. Williamson (MVP/Val.) 18 L. Muñoz | Pabellón: Pabellón Pla del Arc Árbitros: Araque Cáceres, Mauro Ortega Montes, Germán Televisión: CanalFEB |  |

| 10 de mayo de 2024 - 13:15 (UTC +2) Jornada 2 | Anagán - El Olivar                                                                      | 63–72                      | Fundación Bilbao Basket Fundazioa                                                                | Lliria, (Valencia)                                                                                                 |  |
|                                               | Parciales: 10-26, 28-16, 15-14, 10-16                                                   |                            |                                                                                                  | |  |
|                                               | Estadísticas Y. Traoré 19 Y. Traoré 16 A. Moreno, L. Martínez 4 Y. Traoré 27 (MVP/Val.) | Reporte Pts Reb Asts Otros | Estadísticas 16 I. Betolaza 9 U. Barandalla 4 I. Chacón, I. Betolaza (MVP/Val.) 19 U. Barandalla | Pabellón: Pabellón Pla del Arc Árbitros: Argüelles Domínguez, Rubén Rodríguez Peguero, Adrián Televisión: CanalFEB |  |

| 11 de mayo de 2024 - 11:00 (UTC +2) Jornada 3 | Coto Córdoba CB                                                                    | 61–56                      | Anagán - El Olivar                                                           | Lliria, (Valencia)                                                                                            |  |
|                                               | Parciales: 17-11, 20-22, 17-11, 7-12                                               |                            |                                                                              | |  |
|                                               | Estadísticas A. Bioque 12 F. Bello 10 J. Luque, L. Muñoz 4 A. Bioque 12 (MVP/Val.) | Reporte Pts Reb Asts Otros | Estadísticas 12 D. Muñoz 10 F. Minzer 4 J. Urdiain (MVP/Val.) 15 V. Alijarde | Pabellón: Pabellón Pla del Arc Árbitros: Gómez Luque, Alejandro Manda, Daniela Georgiana Televisión: CanalFEB |  |

| 11 de mayo de 2024 - 13:15 (UTC +2) Jornada 3 | Fundación Bilbao Basket Fundazioa                                                                      | 75–66                      | Movistar Estudiantes B                                                                             | Lliria, (Valencia)                                                                                                   |  |
|                                               | Parciales: 22-19, 19-20, 21-14, 13-13                                                                  |                            | | |  |
|                                               | Estadísticas U. Barandalla 21 I. Chacón, E. Ude, I. Betolaza 5 I. Chacón 3 U. Barandalla 23 (MVP/Val.) | Reporte Pts Reb Asts Otros | Estadísticas 19 L. Giovannetti 11 L. Giovannetti 2 L. García-Larrache (MVP/Val.) 25 M. Villamandos | Pabellón: Pabellón Pla del Arc Árbitros: Guadalajara Díaz, Pol Almansa García, Francisco Javier Televisión: CanalFEB |  |

#### Subgrupo 4
| Pos                                                                                        | Grp | Equipo                         | PJ | G | P | PF  | PC  | +/- | Pts | Ascenso                |
| ------------------------------------------------------------------------------------------ | --- | ------------------------------ | -- | - | - | --- | --- | --- | --- | ---------------------- |
| 1.º                                                                                        | 2E  | Refitel Nadunet Bàsquet Llíria | 3  | 3 | 0 | 220 | 170 | 50  | 6   | Asciende a Segunda FEB |
| 2.º                                                                                        | 1C  | Sol Gironès Bisbal Bàsquet     | 3  | 1 | 2 | 182 | 200 | -18 | 4   | Repesca                |
| 3.º                                                                                        | 3B  | Uros de Rivas                  | 3  | 1 | 2 | 195 | 211 | -16 | 4   |                        |
| 4.º                                                                                        | 1D  | UCB Camper Eurogaza            | 3  | 1 | 2 | 174 | 190 | -16 | 4   |                        |
| Fuente: Federación Española de Baloncesto: Fase Final - Grupo 4B; actualización automática |     |                                |    |   |   |     |     |     |     |                        |

| 9 de mayo de 2024 - 17:00 (UTC +2) Jornada 1 | Uros de Rivas                                                            | 74–69                      | Sol Gironès Bisbal Bàsquet                                          | Lliria, (Valencia)                                                                                            |  |
|                                              | Parciales: 22-14, 11-19, 17-13, 13-17 (T.E.: 11-6)                       |                            |                                                                     | |  |
|                                              | Estadísticas C. Bivolaru 21 M. Sole 17 A. Torres 6 M. Sole 28 (MVP/Val.) | Reporte Pts Reb Asts Otros | Estadísticas 23 J. Solé 10 L. Dibba 5 J. Solé (MVP/Val.) 20 J. Solé | Pabellón: Pabellón Pla del Arc Árbitros: Ortega Montes, Germán Rodríguez Peguero, Adrián Televisión: CanalFEB |  |

| 9 de mayo de 2024 - 19:15 (UTC +2) Jornada 1 | Refitel Nadunet Bàsquet Llíria                                                       | 69–57                      | UCB Camper Eurogaza                                                           | Lliria, (Valencia)                                                                                         |  |
|                                              | Parciales: 15-9, 15-16, 15-16, 24-16                                                 |                            |                                                                               | |  |
|                                              | Estadísticas J. Rodenas 15 G. Osarensen 12 G. Osarensen 4 G. Osarensen 24 (MVP/Val.) | Reporte Pts Reb Asts Otros | Estadísticas 18 R. Guerra 9 C. Belemene 4 J. Aguilera (MVP/Val.) 14 R. Guerra | Pabellón: Pabellón Pla del Arc Árbitros: Guadalajara Díaz, Pol Gómez Luque, Alejandro Televisión: CanalFEB |  |

| 10 de mayo de 2024 - 17:00 (UTC +2) Jornada 2 | UCB Camper Eurogaza                                                           | 54–49                      | Uros de Rivas                                                                   | Lliria, (Valencia) |  |
|                                               | Parciales: 16-15, 17-12, 12-9, 9-13                                           |                            |                                                                                 | |  |
|                                               | Estadísticas C. Belemene 18 R. Guerra 10 A. Canales 2 R. Guerra 15 (MVP/Val.) | Reporte Pts Reb Asts Otros | Estadísticas 13 A. Biersack 11 A. Biersack 3 D. Ávila (MVP/Val.) 18 A. Biersack | Pabellón: Pabellón Pla del Arc Árbitros: Almansa García, Francisco Javier Manda, Daniela Georgiana Televisión: CanalFEB |  |

| 10 de mayo de 2024 - 19:15 (UTC +2) Jornada 2 | Refitel Nadunet Bàsquet Llíria                                                                                    | 63–41                      | Sol Gironès Bisbal Bàsquet                                                          | Lliria, (Valencia)                                                                                         |  |
|                                               | Parciales: 21-6, 23-16, 9-14, 10-5                                                                                |                            |                                                                                     | |  |
|                                               | Estadísticas E. Martínez 20 G. Osarensen, J. Rodenas, M. Montilla, P. García 7 C. Cerdán 5 V. Pérez 18 (MVP/Val.) | Reporte Pts Reb Asts Otros | Estadísticas 14 T. Espinosa 10 L. Dibba 2 F. Díaz, I. Valera (MVP/Val.) 13 L. Dibba | Pabellón: Pabellón Pla del Arc Árbitros: Valle Iglesias, José M. Uriarte Garay, Mikel Televisión: CanalFEB |  |

| 11 de mayo de 2024 - 17:00 (UTC +2) Jornada 3 | Sol Gironès Bisbal Bàsquet                                                 | 72–63                      | UCB Camper Eurogaza                                                      | Lliria, (Valencia)                                                                                             |  |
|                                               | Parciales: 23-22, 18-17, 13-9, 18-15                                       |                            |                                                                          | |  |
|                                               | Estadísticas X. Torrent 19 L. Dibba 12 X. Torrent 4 L. Dibba 24 (MVP/Val.) | Reporte Pts Reb Asts Otros | Estadísticas 22 R. Guerra 7 R. Guerra 4 L. Rueda (MVP/Val.) 27 R. Guerra | Pabellón: Pabellón Pla del Arc Árbitros: Pinyol Fuertes, Roger Argüelles Domínguez, Rubén Televisión: CanalFEB |  |

| 11 de mayo de 2024 - 19:15 (UTC +2) Jornada 3 | Uros de Rivas                                                                             | 72–88                      | Refitel Nadunet Bàsquet Llíria                                                                       | Lliria, (Valencia)                                                                                                  |  |
|                                               | Parciales: 14-14, 17-26, 17-27, 24-21                                                     |                            | | |  |
|                                               | Estadísticas M. Sole 14 Á. Biersack, M. Álvarez 9 G. González 6 Á. Biersack 15 (MVP/Val.) | Reporte Pts Reb Asts Otros | Estadísticas 17 V. Pérez 7 N. El Hadji, M. Montilla 7 J. Rodenas (MVP/Val.) 16 V. Pérez, M. Montilla | Pabellón: Pabellón Pla del Arc Árbitros: Ruiz Ramírez-Cruzado, Christian Araque Cáceres, Mauro Televisión: CanalFEB |  |

### Repesca
| Equipo 1                      | Resultado | Equipo 2                     |
| ----------------------------- | --------- | ---------------------------- |
| Jaén Paraíso Interior FS      | 78-97     | Cultural y Deportiva Leonesa |
| Fundación Bilbao Basket Fund. | 55-63     | Sol Gironès Bisbal Bàsquet   |

| 12 de mayo de 2024 - 17:00 (UTC +2) 1.er partido de Repesca | Jaén Paraíso Interior FS                                                          | 78–97                      | Cultural y Deportiva Leonesa                                                                     | Gandía, (Valencia) |  |
|                                                             | Parciales: 19-22, 19-25, 19-23, 21-27                                             |                            |                                                                                                  | |  |
|                                                             | Estadísticas A. Nosa 17 S. Idris, J. Molina 7 J. Molina 6 J. Molina 14 (MVP/Val.) | Reporte Pts Reb Asts Otros | Estadísticas 24 O. Okafor 13 F. Copes 5 M. Domínguez, F. Copes, R. Llamas (MVP/Val.) 34 F. Copes | Pabellón: Pabellón Municipal de Gandía Árbitros: Expósito Ruf, Juan Antonio Muñoz Herrera, María Televisión: CanalFEB |  |

| 12 de mayo de 2024 - 17:00 (UTC +2) 2.º partido de Repesca | Fundación Bilbao Basket Fundazioa                                                                | 55–63                      | Sol Gironès Bisbal Bàsquet                                                                                   | Lliria, (Valencia)                                                                                          |  |
|                                                            | Parciales: 9-24, 21-9, 16-9, 9-21                                                                |                            | | |  |
|                                                            | Estadísticas U. Barandalla 17 U. Barandalla 15 E. Ude, I. Betolaza 2 U. Barandalla 16 (MVP/Val.) | Reporte Pts Reb Asts Otros | Estadísticas 17 L. Dibba, X. Torrent 14 J. Espinosa, L. Dibba 3 I. Valera, X. Torrent (MVP/Val.) 26 L. Dibba | Pabellón: Pabellón Pla del Arc Árbitros: Valle Iglesias, José M. Guadalajara Díaz, Pol Televisión: CanalFEB |  |

## Postemporada
Ascendieron a Segunda FEB:
- Nadunet Refitel Bàsquet Llíria.
- Coto Córdoba CB.
- La Salud Archena.
- Proinbeni UPB Gandía.
- Cultural y Deportiva Leonesa.
- Sol Gironès Bisbal Bàsquet.

Descendieron de LEB Plata:
- Huelva Comercio LRi21 - Viridis.
- Safir Fruits Alginet.
- Fundación Globalcaja La Roda.
- Sandá Electroclima CB L'Hospitalet (renunció a la LEB Plata e intercambió su plaza con el  Ibersol CB Tarragona).[19]
- (   Juventud Alcalá Escribano EME renunció también a Tercera FEB intercambiando su plaza con el  CB Getafe que fue el que ascendió).[20]
- (  CB Almansa con Afanion descendió y desapareció).
- (  Ibersol CB Tarragona no descendió al intercambiar su plaza con el   Sandá Electroclima CB L'Hospitalet).[19]

Descendieron a Primera División:
| - CB Santurtzi SK. - Caja Rural de Zamora. - Proomos.es Baloncesto Venta de Baños. - Grupo Inmapa Filipenses. - Tartiere Auto Gijón Basket. - CB Pozuelo. - Bazu Baloncesto Azudense. |  | - Autocares Rodríguez Daimiel. - Doña Ramoncita CB La Solana. - CB Martorell. - CB Quart Grues Cruz. - UE Mongat. - CB Cornellà. - Cochesinternet.net CB Alpicat. |  | - Pavimentos Utebo - Rodeni CB Octavus. - CB Cimbis. - Benahavís Costa del Sol. - City of Badajoz Academy. - CB Aldaia. - CB Estudiantes Cartagena. |

- (  Redline Mekanika TAKE no descendió al intercambiar su plaza con el  Gipuzkoa Basket Easo que renunció a la Liga EBA).
- (  Universidad de Oviedo no descendió al intercambiar su plaza con el   Oviedo CB B que había ascendido a la Liga EBA).[21]
- (  Estudiantes Lugo Río de Galicia no descendió al ocupar la vacante por el ascenso de la  Cultural y Deportiva Leonesa).
- (  Baloncesto Alcalá,  CB Fuenlabrada B,  B. Murgi,   Real Betis Baloncesto B, 
  CB Jorge Juan Tártaros Gonzalo Castelló y  El Pilar - UPV no descendieron al ocupar vacantes).

Renunciaron a la Liga EBA:
| - Gipuzkoa Basket Easo. - Getxo Saskibaloi Taldea. - Italtel Alcobendas. - Baloncesto Torrelodones. - Majadahonda. - Basketas Academy Iniesta. |  | - CB Ciudad de Tacoronte. - Hita Plásticos CBA. - UCB Camper Eurogaza. - Family Cash NB Xàtiva. - AD Infante. |

Ascendieron desde Primera División:
| - Club Santo Domingo Betanzos. - PBB Godoy Maceira. - Real Valladolid Baloncesto B. - Recoletas Salud Carbajosa. - CB Solares. - Blendio. - Tabirako Baqué. - Castillo de Gorraiz Valle de Egüés. - CB Tres Cantos. - CB Getafe. - Pablo Laso Academy. |  | - EB Felipe Antón. - Fundación CB Canarias B. - Toscones Corralejo. - Cabezuelo CB Socuéllamos. - El Ventero CBV. - Jac Sants Barcelona. - Bàsquet Manresa B. - CB Esparreguera. - CN Helios. - CD Baloncesto Zuera. - CE Bàsquet Sa Real. |  | - CB Salliver Fuengirola. - CB Costa Motril. - City of Badajoz Academy. - San Antonio Cáceres. - Maristas Valencia. - Dénia Bàsquet. - CB Jovens Almàssera. - Adesavi. - CB Morvedre. - Ricasa Godella B. - Real Murcia Baloncesto. |

- (   Oviedo CB B,   CD Baloncesto Segovia,  Club Deportivo Vallecas,   Club Naútico Sevilla y   CB Altea renunciaron al ascenso).

La Liga EBA continuaría con los 137 equipos en la siguiente temporada.

## Galardones

### Jugador de la jornada
| Jornada | Jugador                   | Equipo                                              | Val. | Ref    |
| ------- | ------------------------- | --------------------------------------------------- | ---- | ------ |
| 1       | Carlos Poyatos            | Baloncesto Talavera                                 | 54   | [ 24 ] |
| 2       | Juan Gabriel Martínez     | Baloncesto Alcalá                                   | 39   | [ 25 ] |
| 3       | Jorge Tejera              | Baloncesto Talavera (2)                             | 51   | [ 26 ] |
| 4       | Fabián Flores             | UCAM Murcia B                                       | 38   | [ 27 ] |
| 5       | Kevin Van Wijk            | Mundioma Marín Ence Peixegalego                     | 45   | [ 28 ] |
| 6       | Teti Tape                 | Solgaleo Bosco Salesianos                           | 47   | [ 29 ] |
| 7       | Tury Seara                | Jaén Paraíso Interior - Ska Logistik CB Andújar     | 45   | [ 30 ] |
| 8       | Lamin Dibba               | Sol Gironès Bisbal Bàsquet                          | 42   | [ 31 ] |
| 9       | Tià Parets                | Golf de Andratx-Edbaser CB Andratx                  | 45   | [ 32 ] |
| 10      | Spas Nikolov              | CB Cuarte de Huerva                                 | 48   | [ 33 ] |
| 11      | Pablo Martínez            | Reental PMD Aljaraque                               | 60   | [ 34 ] |
| 12      | Mamadou Diagne            | Grupo Inmapa Filipenses                             | 45   | [ 35 ] |
| 13      | Kasparas Jakucionis       | Barça B                                             | 47   | [ 36 ] |
| 14      | Juan Gabriel Martínez (2) | Baloncesto Alcalá (2)                               | 41   | [ 37 ] |
| 14      | Pablo Perdomo             | CB Ciudad de Tacoronte                              | 41   | [ 37 ] |
| 15      | Douglas Kandulu           | Alfindén CB                                         | 55   | [ 38 ] |
| 16      | Javier Hernández          | Tu Súper CB La Zubia                                | 44   | [ 39 ] |
| 17      | Anderson Correia          | Alfindén CB (2)                                     | 53   | [ 40 ] |
| 18      | Dusan Juzbasic            | Jaén Paraíso Interior - Ska Logistik CB Andújar (2) | 43   | [ 41 ] |
| 19      | Franco Ruesga             | De Morro FinoCantbasket04                           | 46   | [ 42 ] |
| 20      | Alioune Senghor           | Lithium Iberia Sagrado Cáceres                      | 41   | [ 43 ] |
| 21      | Youssouf Traoré           | Anagán - El Olivar                                  | 51   | [ 44 ] |
| 22      | Aleksandr Savkov          | Baskonia B                                          | 44   | [ 45 ] |
| 23      | Carlos Poyatos (2)        | Baloncesto Talavera (3)                             | 44   | [ 46 ] |
| 24      | Kaj Sherman               | Servigroup Benidorm                                 | 51   | [ 47 ] |
| 25      | Yoeri Huexum              | Baskonia B (2)                                      | 39   | [ 48 ] |
| 26      | Fabián Flores (2)         | UCAM Murcia B (2)                                   | 48   | [ 49 ] |
| Final   | Youssouf Traoré (2)       | Anagán - El Olivar (2)                              | 22   | [ 50 ] |